# Rick Yune
Rick Yune (* 22. srpna 1971 Washington, D.C.) je americký herec. Studoval na Wharton School ve Filadelfii, kde v roce 1994 získal diplom. Před zahájením herecké kariéry pracoval jako model; první roli ve filmu Sníh padá na cedry dostal v roce 1999. V roce 2002 hrál protivníka Jamese Bonda ve filmu Dnes neumírej. Jeho mladším bratrem je herec Karl Yune.

## Filmografie (výběr)
- Sníh padá na cedry (1999)
- Rychle a zběsile (2001)
- Dnes neumírej (2002)
- Alone in the Dark II (2009)
- Pěsti ze železa (2012)
- Pád Bílého domu (2013)